# 한국영화배우협회
사단법인 한국영화배우협회는 영화배우의 권익옹호 및 복리증진과 회원 상호간의 친목 도모를 목적으로 2003년 1월 13일 설립된 대한민국 문화체육관광부 소관의 사단법인이다. 사무실은 서울특별시 중구 충무로 3가 49 연합빌딩 420호 (우: 100-013)에 있다. 매년 개최되는 영화배우 스타의 밤은 한 해 동안 청룡영화상, 백상예술대상, 대종상영화제, 영평상, 부산국제영화제 등 국내외 시상식 및 각종 영화제 수상자 가운데 엄선된 스타중의 스타에게 시상을 하는 행사이다. 2014년부터 스타의 밤은 싱가포르의 알리바바 그룹으로 불리는 싱가포르 거래소(SGX:AFC) 상장사 유주닷컴과 수타 그룹이 운영하는 2014년 슈퍼탤런트 오브 더 월드와 융합하여 행사하고 있다.

## 주요 사업
- 회원의 권익옹호 및 복리증진을 위한 사업
- 영화배우의 자질향상과 신인배우 발굴 및 양성을 위한 사업
- 영화배우의 경제적사회적 지위 향상에 관한 사업

## 연혁
- 1947년 전택이 등 '영화연구회' 명칭 사용.
- 1953년 12월 25일 전택이 등 영화연구위원회 창립.
- 1955년 전택이, 복혜숙, 김일해, 서월영, 윤일봉 등 대한영화인협회 창립.(반도호텔(현 롯데호텔) 앞 미국 공보원 극장에서 집회)
- 2003년 사단법인으로 전환.

## 같이 보기
- 슈퍼탤런트 오브 더 월드
- 한국모델협회
- 유주닷컴
- 수타 그룹
- 수타 패션위크
- 상하이 미디어 그룹
- 타임즈 그룹